# Цивьян, Татьяна Владимировна
Татья́на Влади́мировна Цивья́н (Михайлова; род. 3 февраля 1937, Москва) — советский и российский лингвист-славист и переводчик. Доктор филологических наук, профессор.

## Биография
Отец Татьяны Владимировны — Владимир Александрович Гольдфельд  (1908–1982) — театральный режиссер, драматург, создатель Центрального театра транспорта (совр.Театр имени Гоголя). 
В 1959 году закончила обучение на филологическом факультете Московского государственного университета (специальность «классическая филология»). С 1960 по 1963 годы проходила аспирантуру в Институте славяноведения и балканистики РАН, научным руководителем был В. Н. Топоров. 
В 1963 году защитила кандидатскую диссертацию по теме «Имя существительное в балканских языках». В 1964 году стала ведущим научным сотрудником Отдела типологии и сравнительного языкознания Института славяноведения. В 1992 году состоялась ее защита докторской диссертации «Концепт языкового союза и современная балканистика».
С 1993 по 2003 год была профессором кафедры теории словесности Московского государственного лингвистического университета. C 1998 года является главным научным сотрудником, заведующей отделом русской культуры, а с 2003 года — также заместителем директора Института мировой культуры МГУ. Член Научного совета РАН «История мировой культуры» (комиссия по антропологии культуры).